# علي أباد (فريمان)
علي أباد (بالفارسية: علی‌آباد) هي مستوطنة تقع في قسم سنغ بست الريفي في إيران. يقدر عدد سكانها بـ 82 نسمة .